# Kiss Me More
Kiss Me More  — песня американской певицы и автора песен Doja Cat (Амала Ратна Зандиле Дламини), вышедшая в качестве лид-сингла с её предстоящего третьего студийного альбома Planet Her. В записи приняла участие певица SZA (Солана Имани Роу). Релиз прошёл 9 апреля 2021 на лейблах Kemosabe и RCA.

## История
В начале января 2021 года Doja Cat сообщила, что в её грядущем студийном альбоме будет много приглашенных гостей, в том числе SZA. 5 марта 2021 года песня впервые была упомянута SZA в интервью журналу V. О песне SZA рассказала, что это «другое направление, и я просто взволнована», в то время как Doja Cat ответила, похвалив её и сказав: «Я ценю артистов, таких как вы, которые придерживаются чего-то определённого». 8 апреля 2021 года Doja Cat представила в социальных сетях обложку и объявила о выпуске песни 9 апреля. В интервью Зейну Лоу для Apple Music, Doja Cat сказал: «Я хотела написать песню о поцелуях. Я просто подумала, что это будет мило. Это случается не слишком часто, это просто песня, посвященная исключительно поцелуям».

## Композиция и отзывы
«Kiss Me More» это поп-песня в значительной степени под влиянием влиянием диско. Некоторые критики отметили сходство между этой песней и прорывным хитом Doja Cat 2020 года «Say So». Джастин Катро из журнала «Vulture» описал его как «шелковистое игривое R&B», в то время как авторы из Rolling Stone сочли это «заводным, диско-джемом». Херан Мамо из Billboard написал, что «изящный чувственный джем определенно станет основным продуктом летнего плейлиста с его заводной басовой партией». Стеффани Ван из журнала Nylon описала песню как «среднетемповый поп-номер с гитарой и липкими мелодиями». Припев песни интерполирует мелодию из хита Оливии Ньютон-Джон 1981 года «Physical», из-за чего авторы этой песни Стив Кипнер и Терри Шеддик также считаются соавторами. Вокал певиц Doja Cat и SZA был описан как «мягкий», «знойный» и «вызывающий воспоминания».
И песня, и сопровождающий ее видеоклип получили всестороннюю похвалу за свою мечтательность и чувственность.

## Признание

### Итоговые списки
| Публикация    | Список                       | Ранг   | Ссылка |
| ------------- | ---------------------------- | ------ | ------ |
| Amazon Music  | Best Songs of 2021           | 1      | [ 27 ] |
| Apple Music   | The 100 Best Songs of 2021   | 5      | [ 28 ] |
| The A.V. Club | The 20 best songs of 2021    | 4      | [ 29 ] |
| Billboard     | The 50 Best Songs of 2021    | 13     | [ 30 ] |
| Complex       | The 50 Best Songs of 2021    | 5      | [ 31 ] |
| Cosmopolitan  | 15 Best Summer Songs of 2021 | 2      | [ 32 ] |
| NME           | The 50 best songs of 2021    | 16     | [ 33 ] |
| NPR           | The 100 Best Songs of 2021   | 63     | [ 34 ] |
| Pitchfork     | The 100 Best Songs of 2021   | 35     | [ 35 ] |
| Spin          | The 30 Best Songs Of 2021    | 3      | [ 36 ] |
| Uproxx        | The Best Songs Of 2021       | Placed | [ 37 ] |

### Награды и номинации
| Церемония                    | Год  | Награда                        | Результат | Ссылка |
| ---------------------------- | ---- | ------------------------------ | --------- | ------ |
| American Music Awards        | 2021 | Collaboration of the Year      | Победа    | [ 38 ] |
| American Music Awards        | 2021 | Favorite Pop/Rock Song         | Номинация | [ 38 ] |
| BRIT Awards                  | 2022 | International Song of the Year | Номинация | [ 39 ] |
| Grammy Awards                | 2022 | Record of the Year             | Номинация | [ 40 ] |
| Grammy Awards                | 2022 | Song of the Year               | Номинация | [ 40 ] |
| Grammy Awards                | 2022 | Best Pop Duo/Performance       | Победа    | [ 40 ] |
| MTV Europe Music Awards      | 2021 | Best Song                      | Номинация | [ 41 ] |
| MTV Europe Music Awards      | 2021 | Best Video                     | Номинация | [ 41 ] |
| MTV Europe Music Awards      | 2021 | Best Collaboration             | Победа    | [ 41 ] |
| MTV Millennial Awards        | 2021 | Global Hit of the Year         | Номинация | [ 42 ] |
| MTV Millennial Awards Brazil | 2021 | International Collaboration    | Номинация | [ 43 ] |
| MTV Video Music Awards       | 2021 | Video of the Year              | Номинация | [ 44 ] |
| MTV Video Music Awards       | 2021 | Best Collaboration             | Победа    | [ 44 ] |
| Urban Music Awards           | 2021 | Best Collaboration             | Номинация | [ 45 ] |

## Музыкальное видео
Премьера музыкального видео состоялась в тот же день, что и сингл, режиссером которого стал Уоррен Фу. В нем изображён астронавт (которого играет американский актер корейско-итальянского происхождения Алекс Ланди), исследующий вымышленную «Planet Her», где Doja Cat и SZA изображают соблазнительных инопланетян, которые «создают душевную атмосферу его путешествия» и в конечном итоге заключают его в ловушку в стеклянной трубке, и показывая его среди группы других людей, которые пытались исследовать планету до него.
Эмлин Трэвис с канала MTV высоко оценил музыкальное видео, описав «Planet Her» как «таинственный, цветущий мир, наполненный сверкающими оазисами, успокаивающими садами дзен, пастельным закатным небом и цветущими вишневыми деревьями, которым правят две огромные королевы». Эрика Гонсалес из Harper's Bazaar описала видео как «фантастическое», которое «сможет снять только их творческий ум». Джем Асвад из Variety назвал его «триповым» («trippy»), в то время как Джексон Лэнгфорд из NME назвал его «чувственной научной фантастикой». Мекишана Пьер из Entertainment Tonight отметила, что он был «таким же игривым и сладко-сладким, как и сам трек». Тришна Рихи из V написала: «Небесный визуальный и звуковой эксперимент, намёки на сюрреализм, которые постоянно пронизывают видео Doja Cat, всё ещё остаются и здесь».

## Участники записи
По данным сервиса Tidal
- Doja Cat — вокал, автор
- SZA — вокал, автор
- Yeti Beats — автор, продюсер
- Rogét Chahayed — автор, продюсер
- Dr. Luke — автор
- Tizhimself — автор
- Carter Lang — автор
- Stephen Kipner — автор
- Terry Shaddick — автор
- Joe Visciano — звукоинженер
- John Hanes — звукоинженер
- Serban Ghenea — микширование
- Mike Bozzi — мастеринг

## Чарты
| Чарт (2021)                         | Высшая позиция |
| ----------------------------------- | -------------- |
| Австралия (ARIA)                    | 2              |
| Австрия (Ö3 Austria Top 40)         | 19             |
| Бельгия/Фландрия (Ultratop 50)      | 21             |
| Бельгия/Валлония (Ultratop 50)      | 25             |
| Канада (Billboard Canadian Hot 100) | 5              |
| Канада (Billboard CHR/Top 40)       | 7              |
| Чехия (Rádio — Top 100)             | 23             |
| Чехия (Singles Digitál Top 100)     | 6              |
| Финляндия (Suomen virallinen lista) | 3              |
| Франция (SNEP)                      | 23             |
| Германия (GfK)                      | 31             |
| Мир (Billboard Global 200)          | 3              |
| Венгрия (Rádiós Top 40)             | 14             |
| Венгрия (Single Top 40)             | 39             |
| Венгрия (Stream Top 40)             | 12             |
| Ирландия (IRMA)                     | 2              |
| Литва (AGATA)                       | 2              |
| Нидерланды (Dutch Top 40)           | 8              |
| Нидерланды (Single Top 100)         | 7              |
| Новая Зеландия (Recorded Music NZ)  | 1              |
| Норвегия (VG-lista)                 | 4              |
| Португалия (AFP)                    | 12             |
| Словакия (Rádio — Top 100)          | 82             |
| Словакия (Singles Digitál Top 100)  | 9              |
| Швеция (Sverigetopplistan)          | 17             |
| Швейцария (Schweizer Hitparade)     | 13             |
| Великобритания (OCC UK Singles)     | 3              |
| США (Billboard Hot 100) ·           | 3              |
| США (Billboard Adult Pop Airplay)   | 20             |
| США (Billboard Pop Airplay)         | 1              |
| США (Billboard Rhythmic)            | 1              |
| США Rolling Stone Top 100           | 2              |

## Сертификации
| Регион                                                                      | Сертификация  | Продажи |
| --------------------------------------------------------------------------- | ------------- | ------- |
| Австралия (ARIA)                                                            | Золотой       | 35 000  |
| Новая Зеландия (RMNZ)                                                       | 5× Платиновый | 150 000 |
| Великобритания (BPI)                                                        | Серебряный    | 200 000 |
| Данные о продажах + прослушиваниях приведены только на основе сертификации. |               |         |

## История релиза
| Регион         | Дата           | Формат                     | Лейбл        | Ссылка |
| -------------- | -------------- | -------------------------- | ------------ | ------ |
| Мир            | апрель 9, 2021 | Цифровые загрузки стриминг | Kemosabe RCA | [ 85 ] |
| Великобритания | апрель 9, 2021 | Contemporary hit radio     | Kemosabe RCA | [ 86 ] |
| США            | 13 апреля 2021 | Contemporary hit radio     | Kemosabe RCA | [ 87 ] |
| США            | 13 апреля 2021 | Rhythmic contemporary      | Kemosabe RCA | [ 88 ] |